# Eohyllisia luluensis
Eohyllisia luluensis är en skalbaggsart som beskrevs av Stefan von Breuning 1948. Eohyllisia luluensis ingår i släktet Eohyllisia och familjen långhorningar. Inga underarter finns listade i Catalogue of Life.